# Тилдракізумаб
Тилдракізумаб (англ. Tildrakizumab), що продається під торговою маркою «Ілумія» — моноклональне антитіло, призначене для лікування імунологічно опосередкованих запальних захворювань. Препарат схвалений для лікування дорослих із бляшковим псоріазом середнього та тяжкого ступеня у США та Європейському Союзі. Тилдракізумаб був розроблений для блокування інтерлейкіну-23, цитокіну, який відіграє ключову роль у регулюванні імунної системи та автоімунних захворювань.

## Медичне використання
Тилдракізумаб був схвалений FDA у березні 2018 року, та Європейським агентством з лікарських засобів у вересні 2018 року для лікування бляшкового псоріазу середнього та тяжкого ступеня у дорослих, яким показана системна терапія.
Тилдракізумаб вводять підшкірно. Він доступний у вигляді одноразового попередньо заповненого шприца, що містить 100 мг тилдракізумабу в 1 мл розчину.

## Історія
Важливість селективного інгібування IL23 для лікування бляшкового псоріазу почала зростати невдовзі після його ідентифікації у 2000 році, коли було виявлено, що він відіграє вирішальну роль у патогенезі хронічних імунних захворювань загалом та псоріазу зокрема. На основі цього відкриття для лікування бляшкового псоріазу були схвалені 3 моноклональні антитіла, які селективно зв'язуються з IL23p19.
Початково тилдракізумаб був розроблений компанією «Schering-Plough», цей препарат став частиною клінічної програми «Merck» після придбання цією компанією «Schering-Plough» у 2009 році.
У вересні 2014 року компанія «Sun Pharmaceutical» придбала у «Merck» світові права на тилдракізумаб для використання за всіма показаннями у людей в обмін на авансовий платіж у розмірі 80 мільйонів доларів США. Після затвердження продукту «Sun Pharmaceutical» стала відповідальною за регуляторну діяльність, включаючи подальші подання заявок, фармаконагляд, післяреєстраційні дослідження, виробництво та комерціалізацію затвердженого продукту. У 2016 році Sun Pharmaceutical підписала ліцензійну угоду з фармацевтичною компанією «Almirall» на маркетинг тилдракізумабу в Європі.
Станом на березень 2014 року препарат проходив клінічні дослідження III фази для лікування бляшкового псоріазу. У двох дослідженнях взяли участь майже 2000 учасників.
У 2016 році тилдракізумаб став першим інгібітором IL-23p19, який продемонстрував позитивні результати у клінічних дослідженнях ІІІ фази для лікування бляшкового псоріазу середнього та тяжкого ступеня, що ще раз підтвердило важливість ролі IL23-залежних шляхів при псоріазі. Пізніше, у 2019 році, були опубліковані результати трирічного дослідження безперервного лікування тилдракізумабом. Враховуючи, що псоріаз є хронічним захворюванням, яке потребує довічного лікування, дані про довгострокову підтримку клінічних відповідей та довгострокову безпеку становлять особливий інтерес.

## Механізм дії
Тилдракізумаб — це гуманізоване моноклональне антитіло IgG1/k, яке селективно зв'язується з субодиницею p19 цитокіну інтерлейкіну-23, та пригнічує його взаємодію з рецептором IL23. IL23 відіграє вирішальну роль у модуляції запальних та імунних реакцій.
Нещодавні дослідження показали, що шлях IL-23/Th17 є вирішальним для патогенних механізмів псоріазу, причому IL23 вважається «головним цитокіном», оскільки він діє на вершині запального шляху, активуючи проліферацію патогенних клітин Th17 та подальше вироблення прозапальних цитокінів, включаючи IL17.
Структурно IL23 є гетеродимером з двома субодиницями, p19 та p40. Субодиниця p40 також є спільною з IL12, цитокіном, який бере участь в імунній відповіді. Лікування, спрямоване на субодиницю p40, блокує як IL23, так і IL12, і пов'язане з підвищеним ризиком інфекцій.
Тилдракізумаб зв'язується лише з субодиницею p19 IL23. Завдяки цьому специфічному блокуванню тилдракізумаб пригнічує вивільнення прозапальних цитокінів та хемокінів, які опосередковують епідермальну гіперплазію, імунну активацію кератиноцитів та запалення тканин, властиві псоріазу.

## Шляхи введення
Тилдракізумаб доступний у вигляді одноразового, попередньо заповненого шприца, і вводиться шляхом підшкірної ін'єкції.

## Клінічні дослідження
Тилдракізумаб вивчали за участю приблизно 1800 учасників у двох подвійних сліпих, рандомізованих та контрольованих дослідженнях III фази під назвою «reSURFACE 1» та «reSURFACE 2», після чого відбувся чотирирічний період продовження.
У дослідженнях «reSURFACE» значно більша частка учасників, які отримували тилдракізумаб, досягла відповіді за шкалою PASI 75 на 12-му тижні та оцінки за шкалою PGA «чистий» або «мінімальний» зі зниженням показника щонайменше на 2 бали від початкового рівня на 12-му тижні, ніж у групі плацебо (p < 0,0001). Відповідь продовжувала зростати до 28-го тижня, та зберігалася до 52-го тижня. Також було доведено, що тилдракізумаб має вищу ефективність, ніж ефективний анти-TNFα препарат для лікування псоріазу етанерцепт, причому значно більша частка учасників досягла PASI 75 та PASI 90 на 12-му та 28-му тижнях. Після 3 років безперервного лікування тилдракізумабом рівні відповіді добре підтримувалися у пацієнтів, які відповіли на 28-й тиждень: приблизно 68 % учасників підтримували відповідь PASI 90, а 91,6 %, 79,8 % та 51,9 % підтримували абсолютний PASI <5, <3 та <1 відповідно (дані спостережуваних випадків).

## Побічні ефекти
Безпека відрізняє лікування анти-IL23p19 від інших біологічних методів лікування. Існує теоретичний ризик інфікування та злоякісних новоутворень при використанні будь-якого імуносупресора, включаючи біологічні. Однак, порівняно з пригніченням інших запальних цитокінів, таргетування IL23 може лише мінімально погіршувати здатність генерувати належну імунну відповідь.
Тилдракізумаб зарекомендував себе як препарат з хорошою переносимістю в довгостроковій перспективі. Найпоширенішими (≥ 1 %) побічними ефектами, пов'язаними з лікуванням тилдракізумабом, є інфекції верхніх дихальних шляхів, головний біль, гастроентерит, нудота, діарея, біль у місці ін'єкції та біль у спині.
У клінічних дослідженнях «reSURFACE» 1 та 2 загальна частота побічних ефектів була низькою та порівнянною з плацебо. Зокрема, частота тяжких інфекцій, злоякісних новоутворень та серйозних несприятливих серцево-судинних подій була низькою та подібною до групи лікування плацебо та етанерцептом.

## Дозволи та показання
У березні 2018 року FDA схвалило тилдракізумаб для лікування бляшкового псоріазу середнього та тяжкого ступеня у вигляді підшкірної ін'єкції застосування у США.
У вересні 2018 року препарат було схвалено Європейською комісією для лікування дорослих із хронічним бляшковим псоріазом середнього та тяжкого ступеня, яким призначено системну терапію.